# ジョン・ソリス
ジョン・エルメル・ソリス・ロメロ（Jhon Élmer Solís Romero、2004年10月3日 - ）は、コロンビア・グアカリ出身のサッカー選手。ジローナFC所属。ポジションはミッドフィールダー。

## クラブ経歴
アトレティコ・ナシオナルの下部組織で育成され、2022シーズンにトップチームデビュー。トップチーム2シーズン目には弱冠18歳ながら公式戦30試合に出場し、国内外から大きな注目を集めた。
2023年9月1日、プリメーラ・ディビシオンのジローナFCへ移籍し、5年契約を結んだ。